# 메콩 항공
메콩 항공(영어: Air Mekong)은 2009년에 설립된 베트남의 지역 항공사로 노이바이 국제공항과 떤선녓 국제공항이 허브 공항으로 이 외에도 베트남 도시를 취항하고 있었다.

## 같이 보기
- 퍼시픽 항공
- 베트남의 교통
- 비엣젯 항공

## 사진

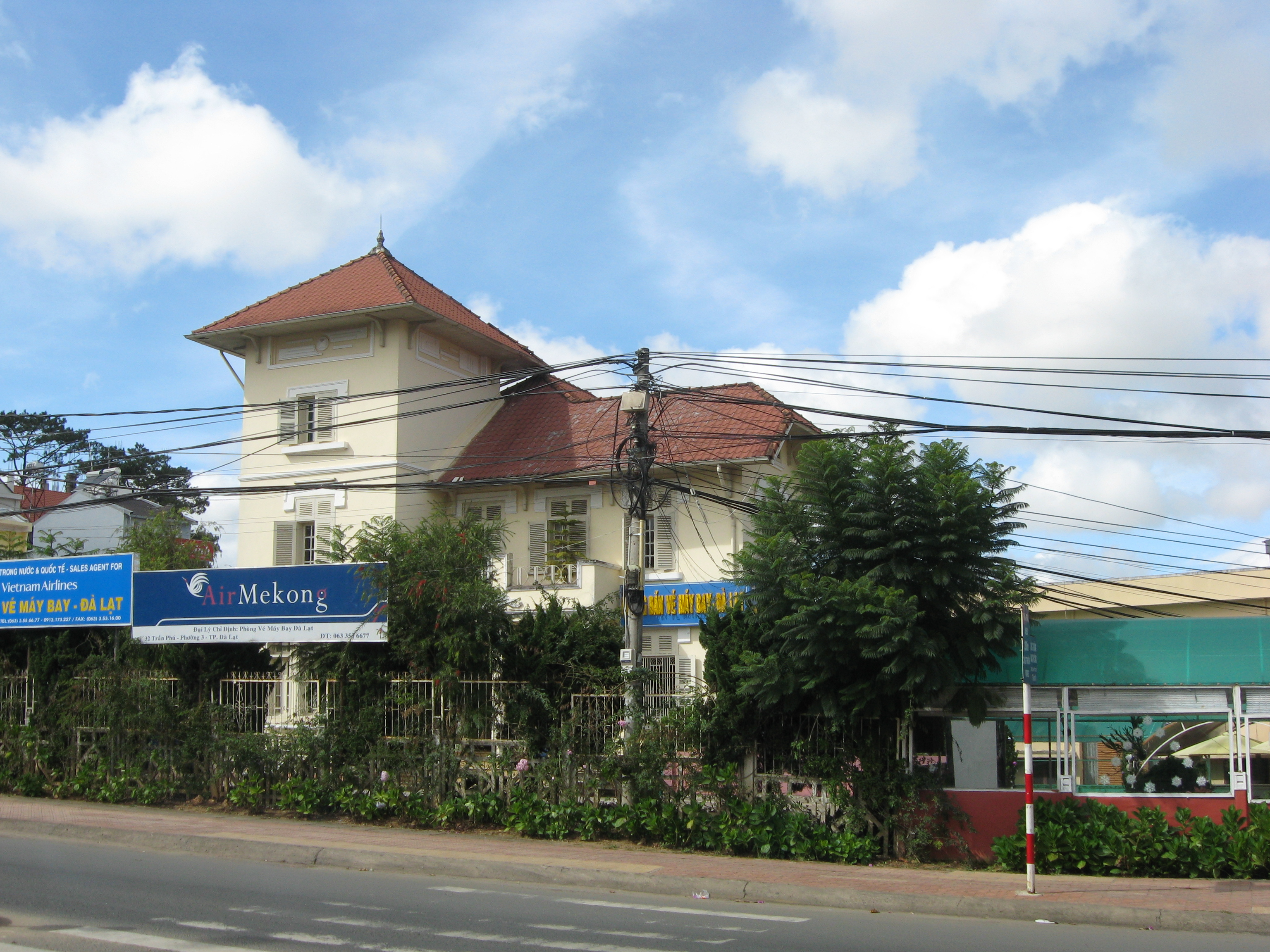
메콩 항공의 본사
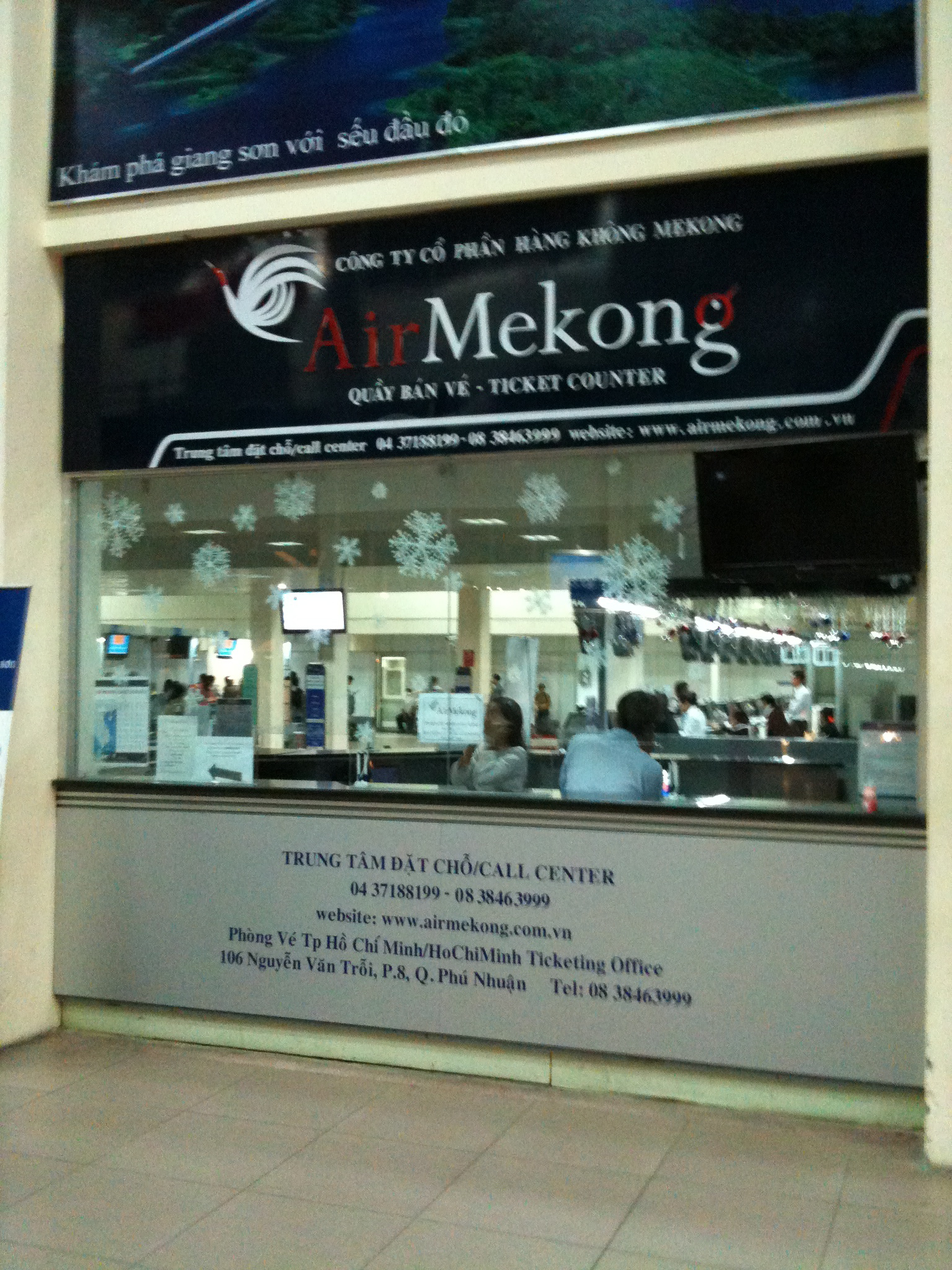
메콩 항공의 카운터
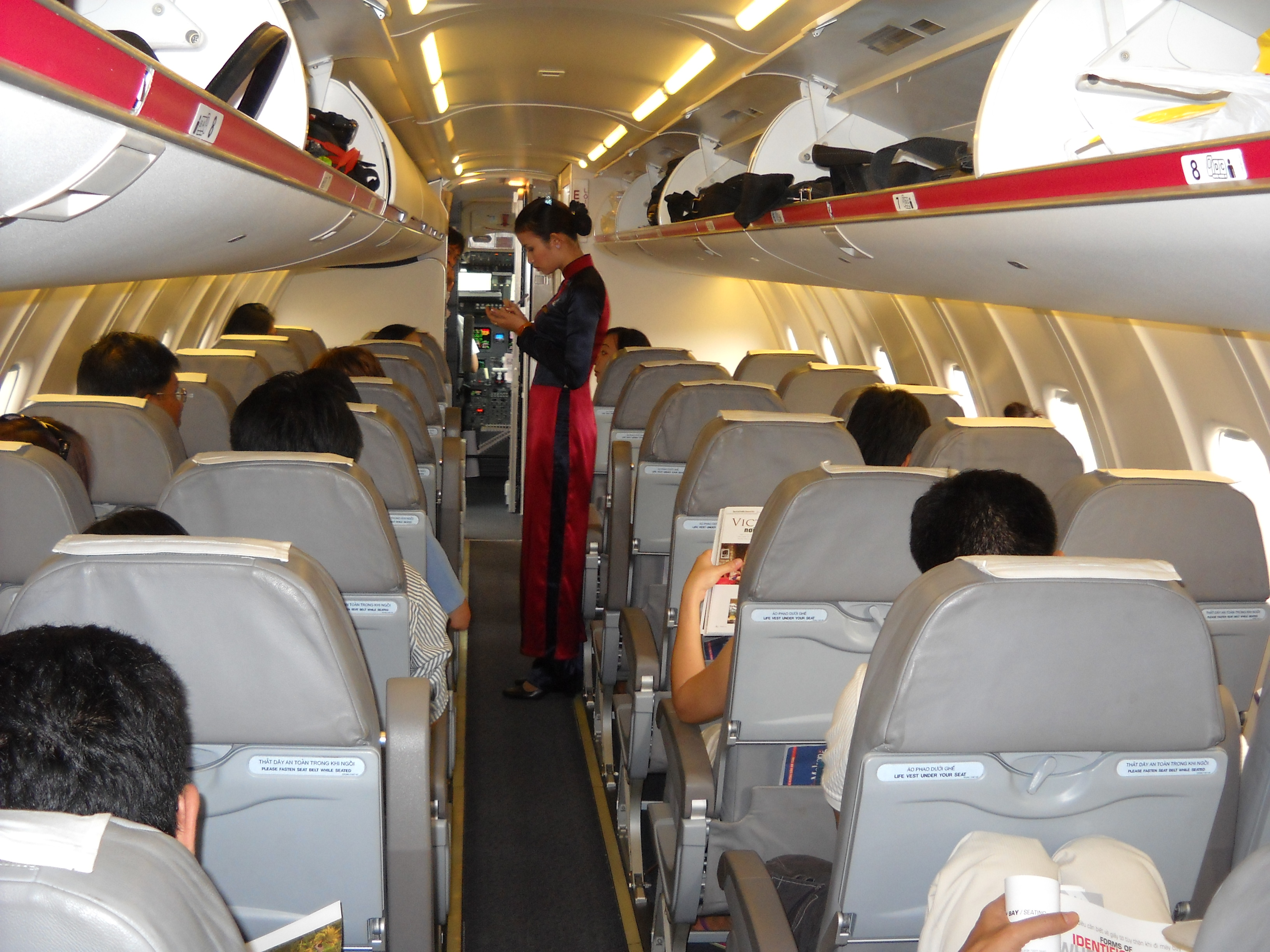
메콩 항공의 내부